# Distretto di Pho Si Suwan
Il distretto di Pho Si Suwan (in thailandese: โพธิ์ศรีสุวรรณ) è un distretto (amphoe) della Thailandia, situato nella provincia di Sisaket.